# Hewlett Bay Park
Hewlett Bay Park és una població dels Estats Units a l'estat de Nova York. Segons el cens del 2000 tenia 484 habitants.

## Demografia
Segons el cens del 2000, Hewlett Bay Park tenia 484 habitants, 157 habitatges, i 138 famílies. La densitat de població era de 533,9 habitants/km².
Dels 157 habitatges en un 34,4% hi vivien nens de menys de 18 anys, en un 82,8% hi vivien parelles casades, en un 2,5% dones solteres, i en un 11,5% no eren unitats familiars. En el 8,9% dels habitatges hi vivien persones soles el 5,7% de les quals corresponia a persones de 65 anys o més que vivien soles. El nombre mitjà de persones vivint en cada habitatge era de 3,08 i el nombre mitjà de persones que vivien en cada família era de 3,23.
Per edats la població es repartia de la següent manera: un 26% tenia menys de 18 anys, un 6,2% entre 18 i 24, un 19% entre 25 i 44, un 28,3% de 45 a 60 i un 20,5% 65 anys o més.
L'edat mediana era de 44 anys. Per cada 100 dones de 18 o més anys hi havia 93,5 homes.
Entorn de l'1,5% de les famílies i el 4,8% de la població estaven per davall del llindar de pobresa.